# Восход полной луны
«Восход полной луны» (англ. Full Moon High) — комедийный фильм ужасов 1981 года американского режиссёра, сценариста и продюсера Ларри Коэна.

## Сюжет
Юноша Тони (играет Адам Аркин) со своим отцом (играет Эд Макмэхон) отправляется в путешествие в Трансильванию, где его кусает оборотень. Подросток перестаёт стареть, но через двадцать лет пытается «стать как все», для чего поступает в школу (англ. high school), выдавая себя за собственного сына. Комедийная составляющая фильма в том, как «молодой» оборотень пытается сохранить свой секрет от подруги Джейн (играет Роз Келли) и школьного окружения.

## В ролях
| Актёр            | Роль         |
| ---------------- | ------------ |
| Алан Аркин       | доктор Брэнд |
| Адам Аркин       | Тони         |
| Эд Макмэхон      | отец         |
| Роз Келли        | Джейн        |
| Билл Кирхенбауэр | Флинн        |
| Джоэнн Нейл      | Рикки        |
| Кеннет Марс      | тренер       |